# Baro Kunyet
Baro Kunyet is een bestuurslaag in het regentschap Pidie van de provincie Atjeh, Indonesië. Baro Kunyet telt 405 inwoners (volkstelling 2010).